# Chiesa di San Martino in Freddana
La chiesa di San Martino in Freddana è la parrocchiale dell'omonima località frazione di Pescaglia (LU).

## Storia e descrizione
Il toponimo è ricordato già in un documento del 768, il testamento di un certo Tassione, come monasterium sancti Martini qui fuit quondam Sicheradi: dal "Monasterium Sicherardi" deriverebbe il vicino toponimo di Monsagrati. Il Freddana è il torrente che scorre vicino.
La chiesa parrocchiale, un tempo piccola, fu ricostruita fra il 1898 e il 1904 in un vivace stile eclettico su progetto dell'ingegnere Gaetano Orzali, con l'eccezione del campanile romanico originale, che presenta le tipiche forme lucchesi: a base squadrata, come un robusto parallelepipedo, coronato da merlatura e alleggerito da alcune finestre nei piani più alti.